# Hypomicrogaster helle
Hypomicrogaster helle är en stekelart som beskrevs av Nixon 1965. Hypomicrogaster helle ingår i släktet Hypomicrogaster och familjen bracksteklar. Inga underarter finns listade i Catalogue of Life.